# Nhà hát múa rối "Pleciuga"

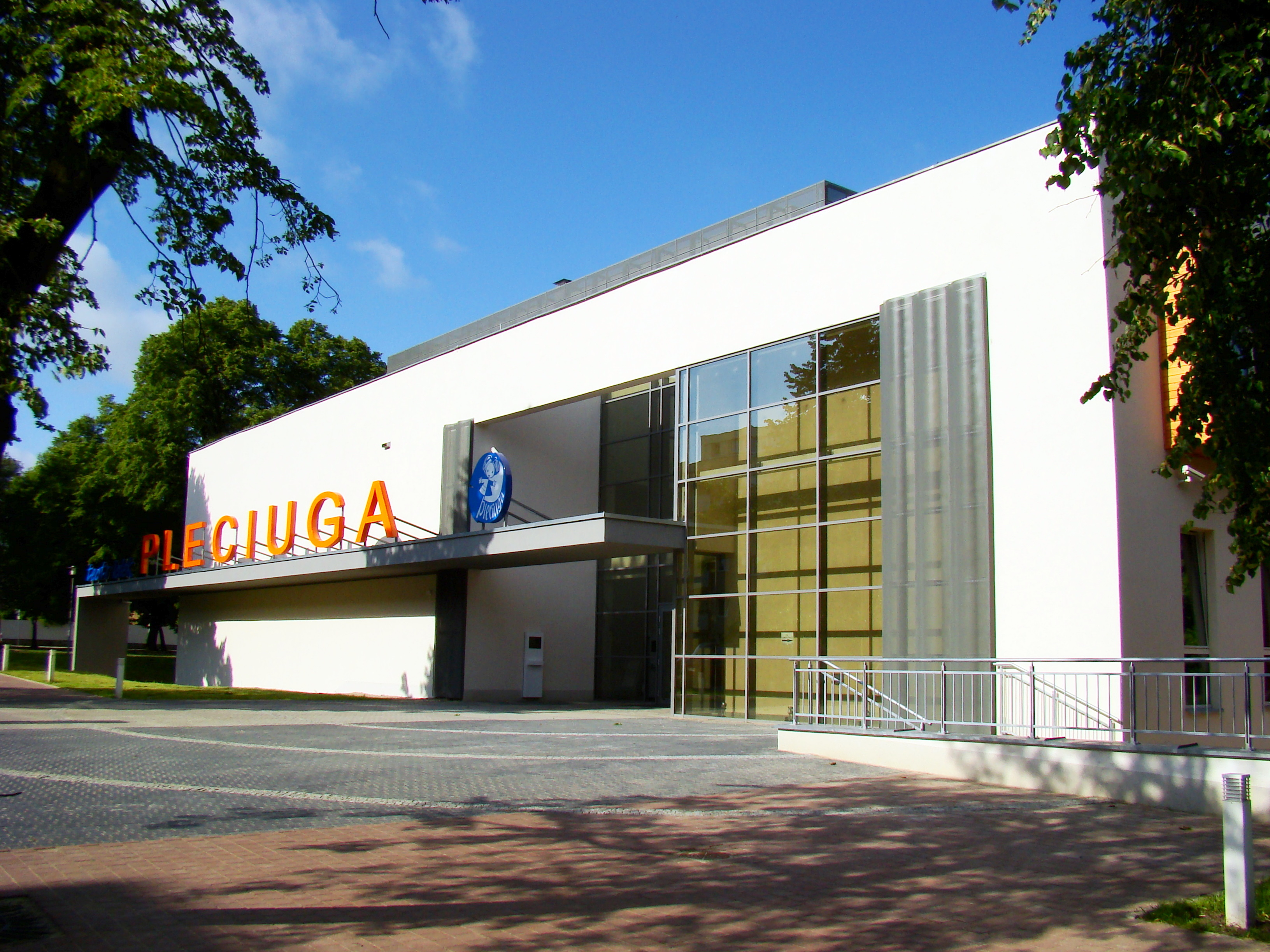
Nhà hát múa rối "Pleciuga" (2009)

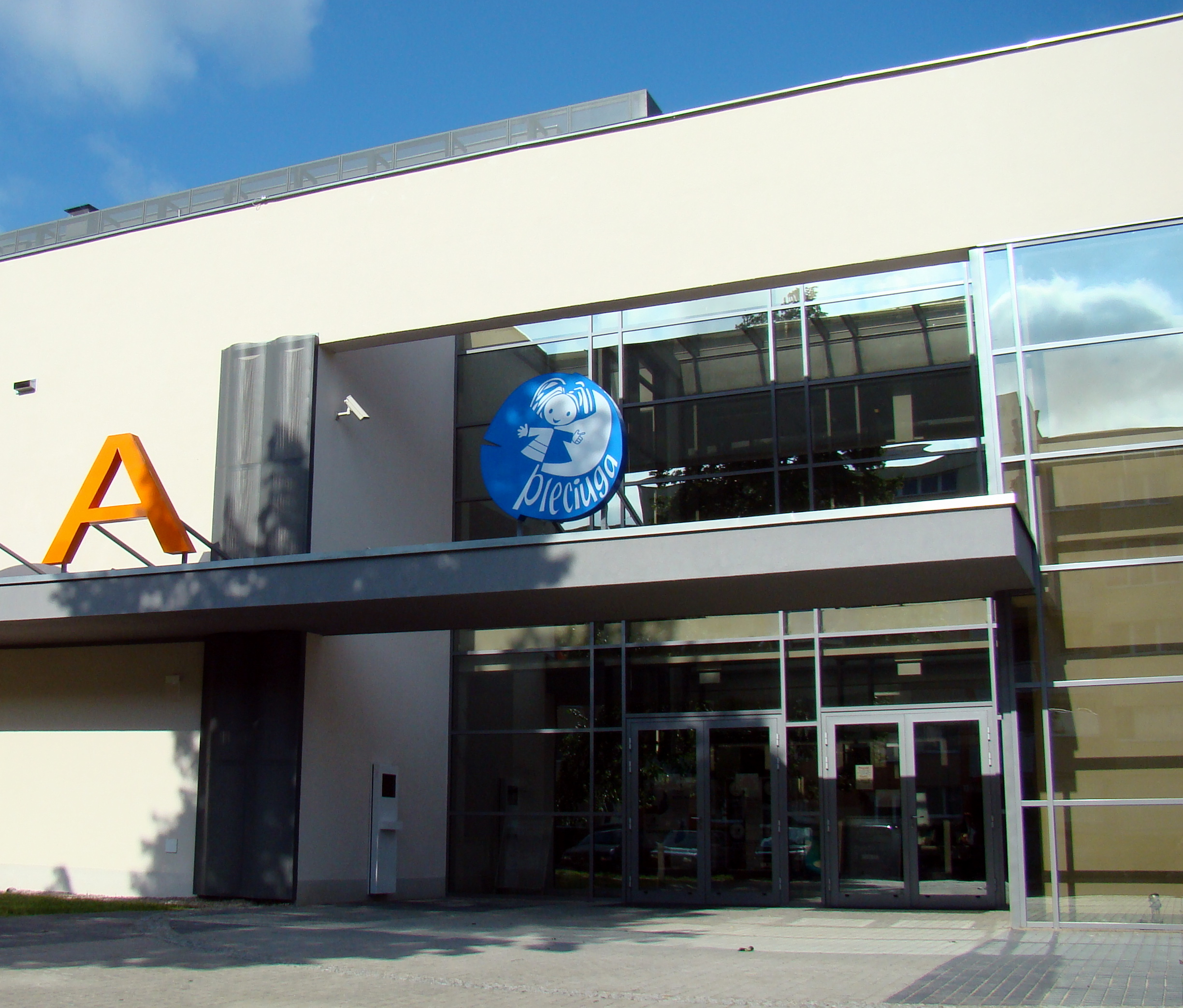
Nhà hát múa rối "Pleciuga" (2009)

Nhà hát múa rối "Pleciuga" ở Szczecin (tiếng Ba Lan: Teatr Lalek „Pleciuga") là một trong những sân khấu múa rối lâu đời ở Ba Lan.
Nhà hát múa rối "Pleciuga" có nguồn gốc từ Nhà hát Múa rối "Rusałka" (hoạt động từ năm 1953). Năm 1958, Nhà hát Múa rối "Pleciuga" chính thức được thành lập. Trong hơn 60 năm hoạt động, sau nhiều lần đổi trụ sở, hiện nay Nhà hát tọa lạc tại Quảng trường Nhà hát ở Szczecin (từ năm 2009).
Với đội ngũ các nghệ sĩ xuất sắc, Nhà hát được trao tặng nhiều giải thưởng nghệ thuật và danh hiệu quan trọng tại các liên hoan sân khấu quốc gia cũng như quốc tế.

## Tiết mục
- Đối tượng: thu hút mọi đối tượng đặc biệt là khán giả nhỏ tuổi, thanh thiếu niên, người lớn, gia đình ở Szczecin cho đến những du khách nước ngoài yêu nghệ thuật.[2]
- Các tiết mục của Nhà hát múa rối "Pleciuga" vô cùng phong phú và hấp dẫn: các vở kịch, màn múa rối, màn trình diễn thơ ca và âm nhạc được dựa trên các tác phẩm văn học kinh điển của Ba Lan và thế giới, kết hợp hoàn hảo giữa nghệ thuật cổ điển và đương đại trong các tiết mục, chẳng hạn như tác phẩm Công chúa và hạt đậu và Pippi tất dài (các tiết mục dành cho trẻ em) hay A Midsummer Night's Dream của William Shakespeare (tiết mục dành cho người lớn).[3]

## Sự kiện
Bên cạnh các chương trình biểu diễn đặc sắc, Nhà hát múa rối "Pleciuga" ở Szczecin còn tổ chức nhiều hội thảo, lớp hướng dẫn và các hoạt động văn hóa độc đáo khác.